# Zsolt Szabó
Pour les articles homonymes, voir Szabó.
Zsolt Szabó est un joueur de football hongrois né le 30 avril 1986 à Győr.

## Carrière
- 2005-2010 :  Győri ETO FC
- 2007-2008 :  Gyirmót SE (prêté par Győri ETO)
- 2008-2010 :  Lombard-Pápa TFC (prêté par Győri ETO)
- 2010 :  Rákospalotai EAC
- depuis 2011 :  Lombard-Pápa TFC